# Nederlands kampioenschap schaken 1939
Het Nederlands kampioenschap schaken 1939 vond plaats van 30 september tot en met 21 oktober 1939. In een tweekamp werd gestreden tussen Max Euwe, de regerend kampioen, tegen Salo Landau, die het kandidatentoernooi had gewonnen. Max Euwe won het toernooi en werd voor zevende keer Nederlands kampioen schaken.

## Het kandidatentoernooi
De KNSB had besloten dat alle schakers die tijdens het Nederlands kampioenschap schaken 1938 een score van minimaal 50% hadden behaald, automatisch waren geplaatst voor het kandidatentoernooi. Dat betrof: Nicolaas Cortlever, Johannes van den Bosch, Adriaan de Groot, Salo Landau, Theo van Scheltinga en Emile Mulder. De overige vier plaatsen zouden worden toegewezen aan winnaars van regionale voorwedstrijden. In Amsterdam speelden de groepen A en B, in Den Haag groep C en spelers in groep D troffen elkaar in Utrecht. Aan deze voorwedstrijden zouden 24 schakers meedoen.
Omdat De Groot en Mulder verhinderd waren kwamen er zelfs nog twee extra plekken bij voor spelers uit de voorrondes. De geplaatsten waren: Gerrit van Doesburgh, C.H. Roele, A.J. Wijnans, die ieder hun voorrondegroep wonnen, Lodewijk Prins en C.F. de Ronde, die gelijk eindigden en Louis Stumpers (de beste nummer 2 uit de voorrondes). Later meldden zich ook Cortlever en Prins af. Die plekken werden opgevuld door Henk van Steenis en J.C. Sterk.
De partijen van het kandidatentoernooi werden tussen 10 en 19 juli 1939 afwisselend gespeeld in het Amsterdamsche Schaakhuis en het Max Euwe Schaakhuis.
Landau won het kandidatentoernooi overtuigend. Al na de voorlaatste ronde was hij zeker dat hij in de finale mocht uitkomen tegen Euwe.

### Uitslag kandidatentoernooi[5]
| #  | Naam                   | Score |
| 1  | Salo Landau            | 7½    |
| 2  | Johannes van den Bosch | 6     |
| 3  | Theo van Scheltinga    | 5½    |
| 4  | Arthur Wijnans         | 5½    |
| 5  | Gerrit van Doesburgh   | 4½    |
| 6  | Henk van Steenis       | 4     |
| 7  | C.H. Roele             | 3½    |
| 8  | Chris de Ronde         | 3½    |
| 9  | J.C. Sterk             | 3     |
| 10 | Louis Stumpers         | 2     |

De hoogst geklasseerde deelnemers ontvingen kunstvoorwerpen als prijs.

## De tweekamp om het kampioenschap
De finale werd gespeeld tussen 30 september en 21 oktober 1939 in verschillende Nederlandse steden. Vijf partijen werden gespeeld in Amsterdam (Carlton Hotel), twee in Den Haag (Nationaal schaakgebouw), twee in Rotterdam (Hotel Coomans) en één partij in Utrecht (Gebouw voor Kunsten en Wetenschappen). In de jaren 30 kwam het vaker voor dat schaaktoernooien werden gespeeld op verschillende locaties in Nederland. Dat gebeurde ook bij bijvoorbeeld het AVRO-toernooi en het Arbeiderspers Schaaktoernooi.
Euwe won de confrontatie met overtuigende cijfers en eiste daarmee voor de zevende keer de titel op.
| Naam        | Score | 1 | 2 | 3 | 4 | 5 | 6 | 7 | 8 | 9 | 10 |
| ----------- | ----- | - | - | - | - | - | - | - | - | - | -- |
| Salo Landau | 2½    | ½ | 0 | ½ | 0 | ½ | 0 | 0 | 0 | ½ | ½  |
| Max Euwe    | 7½    | ½ | 1 | ½ | 1 | ½ | 1 | 1 | 1 | ½ | ½  |

## Trivia
Voor Landau was dit het laatste Nederlands kampioenschap waar hij aan deelnam. Landau was van Joodse afkomst en werd tijdens de Tweede Wereldoorlog door de nazi's gedeporteerd naar een werkkamp in Polen waar hij overleed.